# Az éjszaka szülöttei
Az éjszaka szülöttei (eredeti címe: Nightbreed) 1990-ben bemutatott amerikai horrorfilm, amelyet Clive Barker rendezett. A forgatókönyvet Barker saját regénye, Az éjszaka gyermekei (Cabal) alapján készítette. A főbb szerepekben Craig Sheffer, Anne Bobby és David Cronenberg. 1990. február 16-án mutatták be az Egyesült Államokban, Magyarországon videokazettán volt megtekinthető 1994. június 16-tól. A produkciót négy Szaturnusz-díjra jelölték.

## Cselekmény
Aaron Boone-t rémálmok gyötrik, amelyekben szemtanúja egy sorozatgyilkos tetteinek, mintha ő maga is jelen lenne a bűncselekménynél. Dr. Philip K. Decker pszichiáter kezelése során egyre inkább meggyőzi őt arról, hogy ő maga ez a sorozatgyilkos, anélkül, hogy erről tudatában lenne. Az álmaiban megjelenő képek egy Midian nevű várost is mutatnak neki, ahol szörnyek élnek. Boone Midianba akar jutni, hogy ott töltse élete hátralévő részét a többi szörnyeteggel együtt, akik magukat az éjszaka szülötteinek nevezik, de Dr. Decker azonban az utolsó ülésen elkábítja őt. 
Boone kórházba kerül, és találkozik egy férfival, aki szintén Midianba akar menni. Boone-nak valóban sikerül megtalálnia és bejutnia Midianba, amely egy régi temető alatt található. Az egyik bizarr lakó a halandó Boone-t ételnek látja, megtámadja és nyakon harapja. Mivel Boone-t gyilkossággal vádolják, menekülni kényszerül, de a rendőrség és a pszichiáter elkapja, és agyonlövi. A harapás okozta seb a hullaházban kelti őt életre. Barátnőjének, Lorinak mindent elmesél Midian szörnyeteg lakóiról, akiknek generációk óta rejtőzködniük kell az emberek elől. Dr. Decker, aki évek óta Midian után kutat, és aki a gyilkosságokat is elkövette, amiket Boone-ra akarja kenni, szembeszáll Lorival, amikor az megpróbálja elhagyni a temetőt. Mielőtt megölhetné, Boone megmenti a nőt. A férfi az alvilágba viszi a lányt, veszélybe sodorva ezzel Midian többi lakójának közösségét. Ők ketten úgy döntenek, hogy elhagyják a várost, hogy megmentsék magukat és Midiant. Boone-t menekülés közben elkapja a rendőrség, de Lorinak két lény segítségével sikerül kiszabadítania. Mire visszatérnek, már véres csata dúl a támadó rendőrök és az „éjszaka ivadékai” között.
Midianban a vezetőjük, Lylesberg körül mészárlás zajlik a többnyire békés lakosok között. Boone megszervezi az ellenállást, és kiszabadítja a fékezhetetlennek tartott berserkereket, akik a támadók útjába állnak, és végül megfutamítják őket. A film végén a Caballá kinevezett Boone kapja a feladatot, hogy újjáépítse a lerombolt várost. Észrevétlenül feltámad Dr. Decker, akit korábban Midianban megöltek.

## Szereplők
| Szerep              | Színész             | Magyar hang    |
| ------------------- | ------------------- | -------------- |
| Aaron Boone / Cabal | Craig Sheffer       | Csuja Imre     |
| Lori Desinger       | Anne Bobby          | Kiss Erika     |
| Dr Philip K. Decker | David Cronenberg    | Széles László  |
| Eigerman százados   | Charles Haid        | Galkó Balázs   |
| Joyce hadnagy       | Hugh Quarshie       | Balázsi Gyula  |
| Narcisse            | Hugh Ross           | Szerémi Zoltán |
| Dirk Lylesberg      | Doug Bradley        | Gruber Hugó    |
| Rachel              | Catherine Chevalier | Incze Ildikó   |
| Ashberry            | Malcolm Smith       | Galambos Péter |
| Pettine             | Bob Sessions        | Horányi László |
| Peloquin            | Oliver Parker       | Orosz István   |
| Sheryl Ann          | Debora Weston       | Kocsis Mariann |

## Fogadtatás

### Kritikai visszhang
A film vegyes reakciókat váltott ki a kritikusokból. A Rotten Tomatoeson 55%-os minősítést ért el 33 értékelés alapján, az összefoglaló szerint: „Az éjszaka szülöttei fantáziadús világépítése és megdöbbentő teremtményei nem tudják leplezni az ügyetlen, egyenetlen cselekményvezetést.” William Thomas az Empire Magazine-tól azt írta: „Tisztességes horror thriller, amely a korral egyre nevesebbé válik.” Steve Newton a Georgia Straighttől azt írta: „Az éjszaka szülöttei egyetlen igazán erős aspektusai maga a „fajok” - néhány igazán bizarr és fantáziadús szörnyeteg látható.” Jake Cole a Slant Magazine-tól azt írta: „A végén a szörnyek jófiúként védik meg az élethez való jogukat, és a filmet egy furcsán kedves hangnemben zárják le, ami Clive Barker egyik legkedvesebb művévé teszi.” Austin Trunick az Under the Radartól azt írta: „Minden blockbuster törekvése ellenére az ügyetlenül közönséges forgatókönyv és az egyenetlen alakítások miatt Az éjszaka szülöttei a b-osztályú horror területén ragadt.”

### Bevétel adatai
A Box Office Mojo szerint a film 9,4 millió dolláros bevételt ért el, a költségvetésről nincs adat.

## Fontosabb díjak és jelölések
| Esemény             | Díj            | Kategória                                  | Eredmény |
| ------------------- | -------------- | ------------------------------------------ | -------- |
| 17. Szaturnusz-gála | Szaturnusz-díj | Legjobb horrorfilm                         | Jelölve  |
| 17. Szaturnusz-gála | Szaturnusz-díj | Legjobb rendező                            | Jelölve  |
| 17. Szaturnusz-gála | Szaturnusz-díj | Legjobb smink                              | Jelölve  |
| 41. Szaturnusz-gála | Szaturnusz-díj | Legjobb speciális kiadású DVD vagy Blu-ray | Elnyerte |